# Горка (Доможировское сельское поселение, у деревни Доможирово)
Горка — деревня в Доможировском сельском поселении Лодейнопольского района Ленинградской области.

## История
Деревня Горка упоминается на карте Санкт-Петербургской губернии Ф. Ф. Шуберта 1834 года.

ГОРКА — деревня принадлежит Казённому ведомству, число жителей по ревизии: 16 м. п., 18 ж. п.. (1838 год)

ГОРКА — деревня Ведомства государственного имущества по просёлочной дороге, число дворов — 10, число душ — 15 м. п. (1856 год)

ГОРКА — деревня казённая при реке Малой Ояте, число дворов — 7, число жителей: 18 м. п., 19 ж. п. (1862 год)

В конце XIX — начале XX века деревня административно относилась к Доможировской волости 3-го стана Новоладожского уезда Санкт-Петербургской губернии.
По данным «Памятной книжки Санкт-Петербургской губернии» за 1905 год деревня Горка входила в Георгиевское сельское общество.
По данным 1933 года деревня Горка входила в состав Доможировского сельсовета Пашского района.

Деревня Горка на карте РККА 1940 года

На карте РККА 1940 года деревня Горка обозначена как безымянный населённый пункт к западу от деревни Доможирово.
На 1 января 1950 года в деревне Горка числилось 3 хозяйства и 11 жителей.
По данным 1966 и 1973 годов деревня Горка входила в состав Доможировского сельсовета Волховского района.
По данным 1990 года деревня Горкавходила в состав Доможировского сельсовета Лодейнопольского района.
В 1997 году в деревне Горка Доможировской волости проживали 4 человека.
С 1 января 2006 года в составе Вахновакарского сельского поселения.
В 2007 году в деревне Горка Вахновокарского СП проживали 6, а в 2010 году — 5 человек.
С 2012 года в составе Доможировского сельского поселения.

## География
Деревня расположена в западной части района к северу от федеральной автодороги Р21 (E 105) «Кола» (Санкт-Петербург — Петрозаводск — Мурманск).
Расстояние до административного центра поселения — 2,5 км.
Расстояние до ближайшей железнодорожной станции Оять-Волховстроевский — 5 км.
Деревня находится на левом берегу реки Кислая Оять.

## Демография

### Национальный состав
Согласно данным Всероссийской переписи населения 2021 года в деревне проживали 2 человека, все русские.

## Инфраструктура
По данным администрации Доможировского сельского поселения:
- в 2014 году в деревне было зарегистрировано 3 домохозяйства и 10 жителей[16].
- на 1 января 2021 года в деревне было зарегистрировано 1 домохозяйство и 2 жителя[17].

## Улицы
Доможировская.